# Lòbul cerebral

Lòbuls cerebrals:
Blau: Lòbul frontal
Verd: Lòbul temporal
Rosa: Lòbul occipital
Groc: Lòbul parietal

Un lòbul és una part de l'escorça cerebral que subdivideix el cervell segons la seva funció. Hi ha quatre lòbuls cerebrals majors:
- Lòbul frontal: situat a la part anterior, per davant de la cissura de Rolando. Els seus límits estan delimitats. Aquest lòbul està associat amb la capacitat de moure's, de raonar i de solucionar problemes.
- Lòbul parietal: es troba per darrere de la cissura de Rolando i per sobre de la de Silvio, per darrere limita amb la imaginària cissura perpendicular externa. Encarregat de les percepcions sensorials externes (mans, peus, etc.): sensibilitat, tacte, percepció.
- Lòbul occipital: és el casquet posterior cerebral, que en molts animals té límits ben definits, però que en l'home ha perdut la seva identitat anatòmica. Encarregat de la producció d'imatges.
- Lòbul temporal: és una part del cervell. Localitzat davant del lòbul occipital, situat per sota i darrere de la cissura de Silvio, aproximadament darrere de cada templa, té un paper important en tasques visuals complexes com el reconeixement de cares. Aquest està encarregat de l'audició, equilibri i coordinació. És el «centre primari de l'olfacte» del cervell. També rep i processa informació de les orelles contribueix al balanç i l'equilibri, i regula emocions i motivacions com l'ansietat, el plaer i la ira.